# Cái chết của Freddie Gray
Ngày 12 tháng 4 năm 2015, Freddie Carlos Gray, Jr., một người đàn ông người Mỹ gốc Phi 25 tuổi đã bị cảnh sát Baltimore bắt. Trong khi đang được chở trong một chiếc xe cảnh sát, Gray rơi vào tình trạng hôn mê và được đưa tới một trung tâm chấn thương. Gray chết vào ngày 19 tháng 4 năm 2015; cái chết của anh được cho là do chấn thương tủy sống. Ngày 21 tháng 4 năm 2015, trong khi chờ một cuộc điều tra của vụ việc, sáu viên cảnh sát Baltimore đã bị tạm thời đình chỉ có lương.
Freddie Gray có biệt danh "Pepper", lớn lên trong khu Sandtown-Winchester, bờ tây của thành phố Baltimore, tiểu bang Maryland. Gray từng nhiều lần dính líu đến pháp luật. Hồ sơ toà án cho biết Gray bị bắt hơn một chục lần và nhiều lần bị kết án, hầu hết với cáo buộc buôn bán hoặc sở hữu heroin hoặc cần sa. Lần đi tù lâu nhất của anh này kéo dài hai năm.
Những tình tiết của những vết thương lúc đầu không rõ ràng; các nhân chứng cho rằng các viên cảnh sát liên quan đã sử dụng vũ lực không cần thiết đối với Gray trong khi bắt giữ ông-một cáo buộc bị ít nhất một sĩ quan có liên quan phủ nhận. Ủy viên Anthony W. Batts báo cáo rằng, trái với chính sách của Ty cảnh sát, các viên cảnh sát không trói Gray vào trong xe trong khi chở ông này đến đồn cảnh sát. Các điều tra y tế phát hiện ra rằng Gray đã phải chịu những tổn thương trong khi được chở đi.
Ngày 30 tháng 4 năm 2015, làn sóng biểu tình bùng phát tại thành phố Baltimore vì cái chết của Freddie Gray đã lan sang Philadelphia, nơi có tỷ lệ người Mỹ gốc Phi chiếm đa số. Có khoảng 600 người đã tụ tập tại Philadelphia để tham gia biểu tình. Chính quyền Philadelphia phải triển khai tới 3.000 cảnh sát và vệ binh quốc gia để trấn áp các cuộc biểu tình.
Trước khi diễn ra các cuộc biểu tình ở Philadelphia, các cuộc biểu tình cũng đã lan sang nhiều thành phố lớn ở bờ Đông nước Mỹ như New York và Boston. Nhiều toà nhà, phương tiện bị phá huỷ, đốt cháy. Các cuộc biểu tình tiếp tục lan rộng khi theo cảnh sát, kết quả điều tra sơ bộ kết luận rằng không có chứng cứ nào cho thấy Gray bị thương khi bị giam giữ.